# تیم ملی فوتسال ازبکستان
تیم ملی فوتسال جمهوری ازبکستان  نماینده ازبکستان در مسابقات بین‌المللی فوتسال و یکی از تیم‌های فوتسال آسیایی است. 
تیم فوتسال ازبکستان در ١ دوره جام جهانی شرکت کرده است.
این تیم نایب قهرمان ۴ دوره مسابقات قهرمانی فوتسال آسیا در سال‌های ٢٠٠١، ٢٠٠۶، ٢٠١٠ و ٢٠١۶ است.